# Randy Brecker
Randy Brecker (Filadelfia, Pensilvania, 27 de noviembre de 1945) es un trompetista y fliscornista estadounidense, que toca además el piano y la batería.

## Historial
Su primera banda fue la big band de la Universidad de Indiana, donde estudiaba, y con la que realizó una gira por Europa y Oriente Medio (1965). Trasladado a Nueva York, se integra en el grupo de jazz rock Blood, Sweat & Tears, que acababa de fundar el pianista y organista Al Kooper (1967). Solo permanece con la banda un año, en el que se graba el disco Child is father to the man, dejando después su puesto a Lew Soloff, en 1968. En 1971 organiza un supergrupo de jazz rock, con Billy Cobham, John Abercrombie y su hermano Michael Brecker, llamado Dreams, con el que graba dos discos.
Una vez deshecha la formación de Dreams, Randy y su hermano fundan una nueva banda, The Brecker Brothers (1975-1981), con la que, partiendo de su anterior base jazz-rock, se consolidan como uno de los grupos punteros del funk y el disco instrumental.
Entre estas bandas, Randy colabora con Horace Silver, Janis Joplin, Stevie Wonder y Art Blakey. Trabaja también con Larry Coryell en el grupo Eleventh House. Ya en la década de los 80, grabará y actuará con su mujer, la pianista y cantante Eliane Elias. Tocará también con Jaco Pastorius.
Ya en los 90 y 2000, actuará con un gran número de músicos y al frente de sus propias formaciones, destacando su colaboración con la banda mexicana de rock Caifanes, en el solo de trompeta de "La Célula que explota" en el Vol.II (1990). La banda Soulbop, con el saxofonista Bill Evans; con Benny Golson y Curtis Fuller, en un homenaje a Art Blakey; o con la super big band de jazz experimental GRP All Stars, del pianista Dave Grusin y Larry Rousen, junto con figuras del jazz como el pianista Russell Ferrante (Yellowjackets), el trompetista cubano Arturo Sandoval, el saxofonista Eric Marienthal, el percusionista peruano Alex Acuña, el flautista Dave Valentin (Tito Puente), el bajista John Patitucci (Chick Corea) y el baterista Dave Weckl (Chick Corea), entre muchos otros. También tuvo lugar, en 2003, una reunión de los Brecker Brothers, en cuyo recuerdo graba también un disco tributo en 2008.
También colaboró con Frank Zappa, tanto en actuaciones en directo como en grabación de álbumes. Participó en la banda de Zappa en Zappa in New York (1978) interpretando trompa y trompeta, en You Can't Do That on Stage Anymore, Vol. 6 (1992) y en Läther (1996) a la trompeta; también colaboró en el álbum homenaje del guitarrista de Primus, Larry LaLonde, Zappa Picks (Larry LaLonde) (2002), tocando la trompeta .
Randy Brecker ha sido galardonado cuatro veces con un Grammy.

## Estilo
Posee un sonido muy parecido al de Lee Morgan, quizás porque tuvieron el mismo profesor en su Filadelfía natal. Su técnica es intachable y posee un claro gusto por la búsqueda de sonoridades raras, lo que explica que fuera pionero (salvando a Don Ellis), en la utilización de la trompeta eléctrica. Está considerado como el trompeta vivo más singular, alejado de la uniformización imperante. Algunos críticos consideran que Randy ha sido el trompetista que mejores experiencias ha desarrollado en el campo del jazz fusión.

## Discografía
- Child is father to the man - Blood Sweat & Tears (1968) Columbia
- Score - (1969) Blue Note
- Dreams - Dreams (1971) Columbia
- In Pursuit of the 27th man - Horace Silver Quintet (1972) Blue Note
- Get your wings - Aerosmith (1974)
- The Brecker Brothers - (1975) Arista
- Born to run - Bruce Springsteen (participó en Meeting Across the River) (1975)
- Beethoven's V - Markolino Dimond & Frankie Dante (1975) Cotique (participó en cuatro temas)
- Back To back - The Brecker Brothers (1976) Arista
- Don't stop the music - The Brecker Brothers (1977) Arista
- The Atlantic Family Live In Montreaux (1977)
- Heavy Metal Bebop - The Brecker Brothers (1978)  Arista
- Invitation - Jaco Pastorius (1979)
- Detente - The Brecker Brothers (1980) Arista
- Straphangin' - The Brecker Brothers (1981) Arista
- Amanda - (1985) Passport
- In the idiom - (1986) Denon
- Live at Sweet Basil - (1988) GNP Crescendo
- Toe to Toe - (1990) MCA
- Return of The Brecker Brothers - The Brecker Brothers (1992) GRP
- Out of the loop - The Brecker Brothers (1994) GRP
- Into the Sun - (1995) Concord Jazz
- A prescription for the blues - Horace Silver Quintet (1997) Impulse!
- Katewalk - Lew Del Gatto - (1997) Naxos Jazz
- Hangin' in the city - (2001) ESC
- 34th N Lex - (2003) ESC
- Some Skunk Funk - (with Michael Brecker) (2005) Telarc
- Box Of photographs - Johnny Rodgers & The Johnny Rodgers Band (2005)
- Soulbop live - (2007)  BHM
- Randy in Brasil - (2008) Mama Records
- A tribute to Brecker Brothers - (2008)  JVC Victor